# Pinacoteca Barão de Santo Ângelo
A Pinacoteca Barão de Santo Ângelo é um órgão do Instituto de Artes da Universidade Federal do Rio Grande do Sul, com sede na cidade brasileira de Porto Alegre, funcionando em espaços do Instituto de Artes e da Reitoria da UFRGS. Preserva uma das principais coleções de arte do estado do Rio Grande do Sul, com cerca de três mil itens inventariados, contando com obras dos mais destacados artistas locais, muitos deles antigos professores ou alunos do Instituto.
Sua missão declarada é oferecer um subsídio para os alunos, professores e pesquisadores, com a responsabilidade de conservar, restaurar, ampliar e divulgar o patrimônio artístico e documental do Instituto de Artes, e também presta um relevante serviço à comunidade em geral através de suas mostras, publicações e seminários críticos e através do empréstimo de obras para eventos de outras instituições locais e nacionais. Segundo o Instituto Brasileiro de Museus (IBRAM), a Pinacoteca é "uma das instituições culturais gaúchas mais importantes".

## História
A Pinacoteca Barão de Santo Ângelo administra a mais antiga coleção pública de arte do estado do Rio Grande do Sul. Nos primeiros Estatutos do Instituto de Artes, de 22 de abril de 1908, já ficava implícita a criação de uma coleção de arte. Foi instituída regimentalmente em 1910 como instrumento didático.
As primeiras peças, adquiridas ainda em 1910, foram duas grandes estátuas em gesso, cópias de obras clássicas, o Apolo Belvedere e a Vênus de Milo, e alguns bustos em gesso, com o intuito de servirem de modelo e estudo para os alunos. Em 1912 entraram as primeiras pinturas, entre elas Jesus Cristo à Beira do Gólgota de Antônio Parreiras e Crepúsculo de Mariano Lagueruela. Em 1922 o acervo tinha 22 obras.
O acervo continuou crescendo com a incorporação das obras premiadas nos salões de arte promovidos pela escola, e com novas aquisições. Também os professores contribuíram para sua expansão doando criações de sua autoria.
Em 1943 foi construído um novo edifício para o Instituto, possibilitando uma pequena ampliação do depósito das obras e a instalação de uma galeria para exposições. A então chamada Galeria de Quadros foi rebatizada Pinacoteca Barão de Santo Ângelo, em homenagem ao artista e intelectual Manuel de Araújo Porto Alegre. Permaneceu como um setor da Biblioteca do Instituto e sob a administração e guarda do bibliotecário-chefe até 1952, quando o prédio foi reformado e o espaço de depósito foi bastante ampliado. Neste momento a Pinacoteca foi reorganizada como um setor autônomo do Instituto e passou a ter uma verba para novas aquisições. Em 1954 o acervo contava com 101 obras. Com a nova reforma do prédio em 1961 foi reaparelhada a galeria para as mostras do acervo, salões e outras atividades.

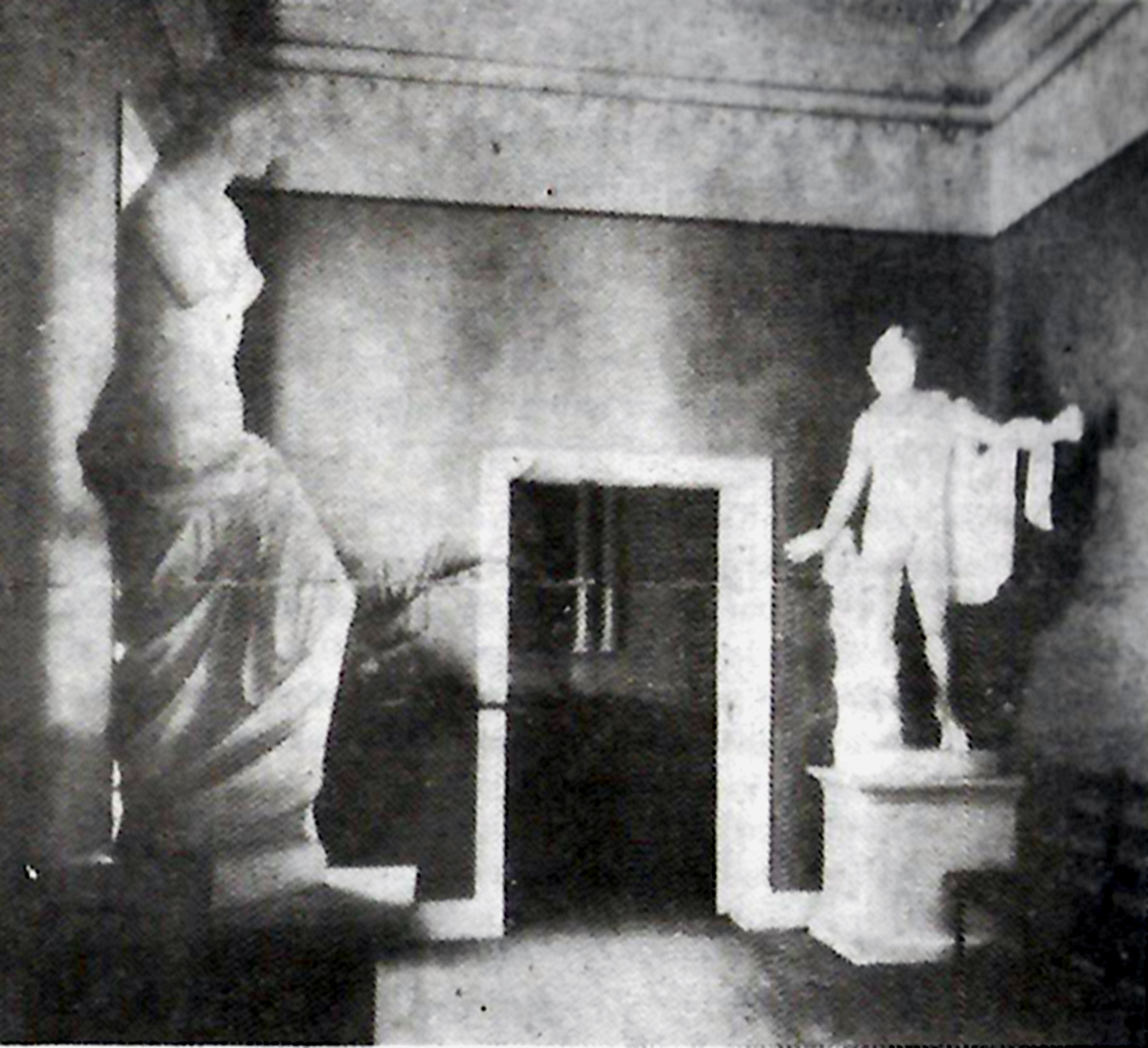
Saguão do prédio antigo do Instituto de Artes, com as duas cópias de estátuas clássicas, as primeiras obras adquiridas para a Pinacoteca

Em 1970 muitas obras que haviam sido destinadas para decoração de salas e outros espaços de várias escolas da universidade foram recolhidas para a Pinacoteca. Essa dispersão do acervo causou o desaparecimento de várias peças e danos em outras. Uma situação de carência crônica de recursos causava outros problemas. Até esta época ainda não havia sido feito um inventário completo, as obras não haviam sido bem identificadas, o local de depósito era precário, faltavam funcionários qualificados e materiais até para o trabalho mais básico. Para Brittes & Gomes, "a Pinacoteca praticamente inexistia enquanto instituição museal". Em 1982 foi dotada com uma comissão gestora, e iniciava um movimento pela qualificação e modernização das suas atividades.
Em 1992 o espaço foi outra vez reformado e ao longo da década de 1990 a Pinacoteca foi completamente reestruturada, passando a controlar um conjunto de equipamentos culturais, incluindo uma sede secundária no prédio da antiga Faculdade de Medicina, um Arquivo Histórico, um setor de restauro e um laboratório de pesquisa em arte. Enquanto isso, estreitava a colaboração da Pinacoteca com os cursos de graduação e pós-graduação e se intensificavam as atividades de pesquisa e divulgação do acervo através de importantes mostras de curadoria, com ótima receptividade do público e da crítica.

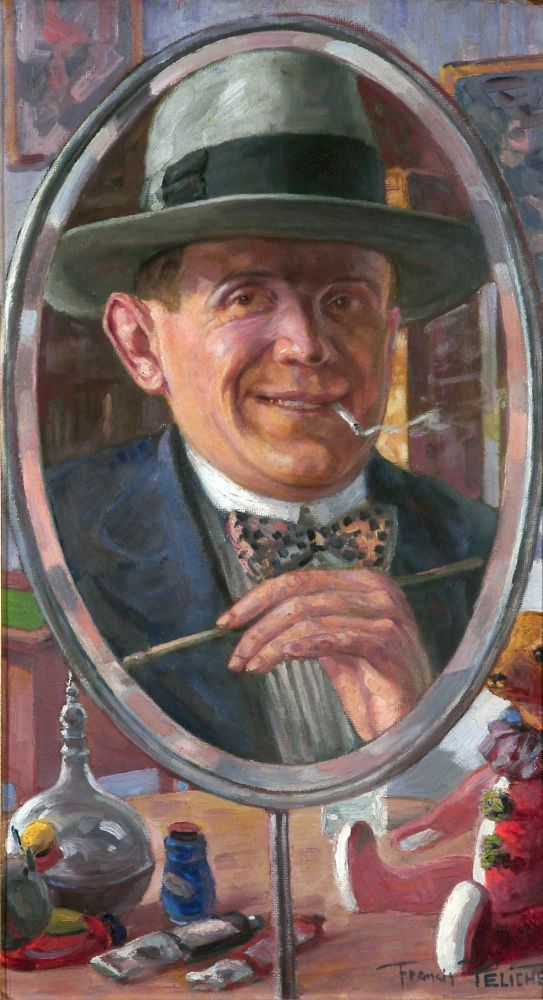
Francis Pelichek: Auto-retrato, sem data

Os anos recentes têm se caracterizado por um crescente profissionalismo e pela instituição de vários projetos de qualificação, incluindo a reestruturação da Reserva Técnica e do website online, informatização do banco de dados, incorporação à rede de museus do IBRAM e a criação de projetos educativos voltados para públicos específicos. Para Christmann & Xausa, "configura-se, assim, como uma coleção dinâmica que, ao dialogar com a produção artística contemporânea, consolida seu papel como um centro de produção e difusão de conhecimento nas áreas de história, teoria e crítica de arte. Sobretudo, as atividades realizadas pelo setor de Acervo servem de fomento a projetos de ensino, pesquisa e extensão. [...] Por meio do atendimento a professores e alunos, pesquisadores externos de todo o país e demais públicos interessados, o setor de Acervo atua em especial a partir do subsídio de informações a pesquisas iconográficas e documentais, estabelecendo intercâmbios entre a produção artística realizada no estado e a comunidade". Ana Carolina Becker descreveu a proposta atual da Pinacoteca: 
"[...] consiste em atuar como um laboratório para a formação não apenas de uma massa crítica e informada sobre essas áreas específicas de atuação no campo das artes visuais e da cultura, mas também de fomentar o surgimento de profissionais capacitados a intervir na gestão e produção de cultura, em todos os seus estágios, desde a concepção intelectual, passando pela realização material, até a análise dos resultados. [...] Ao mesmo tempo em que difunde a produção artística contemporânea através de exposições, encontros, palestras e debates, procura enfatizar a divulgação de conhecimentos sobre a produção mais recente em curadoria, museografia, expografia e projetos educativos envolvendo exposições de arte, especialmente com a formação de mediadores e montadores de exposições qualificados. Por fim, a atividade de programação de uma galeria que se pretenda ancorada em uma concepção de política cultural de longo prazo envolve igualmente projetos elaborados com adequada antecedência em relação aos eventos, passíveis de aliar as atividades de extensão, ensino e pesquisa".
A galeria de exposições no prédio do Instituto de Artes também é usada para mostras temporárias externas, as mostras dos alunos de graduação em Artes Visuais, e ali se realizam as defesas de dissertações e teses, limitando o aproveitamento do espaço para as mostras de acervo. Dois espaços para uso exclusivo da Pinacoteca foram destinados em 2014, o antigo Salão de Festas do IA, e o antigo Salão de Festas da Reitoria da UFRGS, possibilitando a montagem de mostras de longa duração, em parceria com a Pró-Reitoria de Extensão e o Departamento de Difusão Cultural da universidade. Em 2015 foi publicado o primeiro catálogo completo, em dois volumes, acompanhado de diversos textos críticos que recuperam a história da coleção e fazem leituras sobre aspectos específicos. Em 2020 foi montada no Museu Nacional de Belas Artes a primeira mostra do acervo fora do Rio Grande do Sul. Depois de uma reforma e adaptação no Salão de Festas da Reitoria, para lá foi transferida a Reserva Técnica, inaugurada em 10 de setembro de 2024. O novo espaço é muito maior e tem um acesso mais fácil do que a antiga Reserva do Instituto de Artes, possibilitando acomodar melhor a coleção.

## Estrutura

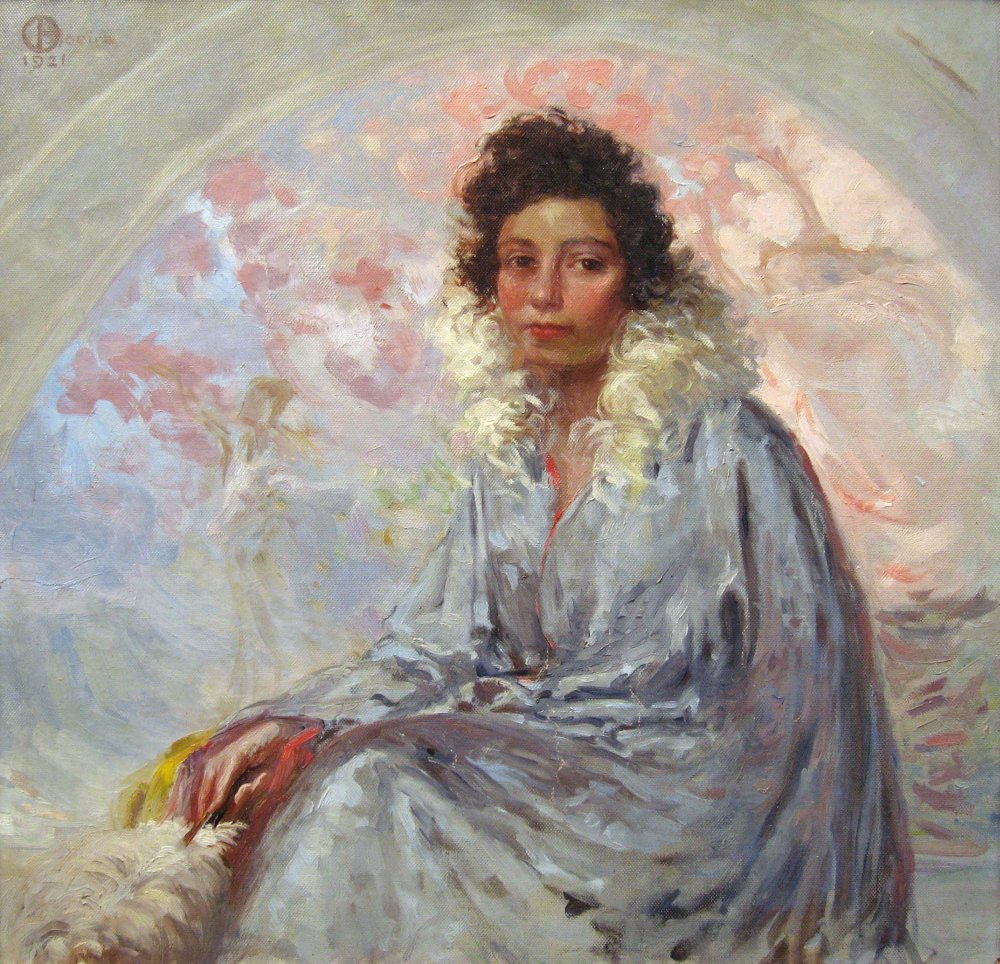
Oscar Boeira: Retrato de senhora, 1921

Nos termos do Regimento Interno de 6 de agosto de 2021, a Pinacoteca "é órgão de apoio do Instituto de Artes", sendo dividida nos setores de Acervo Artístico e Galeria. A direção cabe ao Instituto de Artes, auxiliado por uma comissão composta por membros dos corpos discente e docente e técnicos especialistas. Seu funcionamento envolve funcionários de carreira, bolsistas e colaboradores voluntários. Sua missão é "conservar, restaurar, ampliar e divulgar o patrimônio artístico e documental do Instituto de Artes, bem como promover o intercâmbio com a produção artística contemporânea; divulgar e apoiar as atividades de ensino, pesquisa e extensão ligadas ao Departamento de Artes Visuais e ao Programa de Pós-Graduação em Artes Visuais; divulgar a produção artística aprovada pelas suas coordenações".
O setor Acervo Artístico tem como objetivo preservar, restaurar e ampliar o patrimônio artístico e documental, atualizar sua catalogação, estimular a pesquisa, promover atividades didáticas, manter os canais de divulgação nas redes sociais, bem como deliberar sobre sua circulação. O setor Galeria "divulga a produção artística da comunidade universitária e dos artistas convidados, expõe obras resultantes das pesquisas e dos projetos desenvolvidos nos âmbitos da graduação e da pós-graduação, bem como acolhe projetos de curadoria da comunidade do Instituto de Artes, organizando, divulgando e documentando suas
atividades".

## Coleção

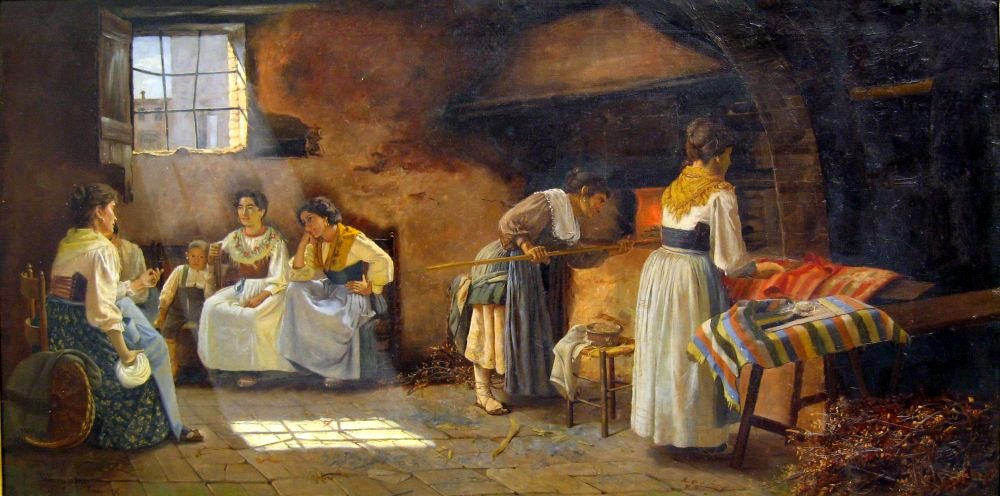
Pedro Weingärtner: Interior da padaria, 1907

A coleção é de grande importância para a história das artes plásticas gaúchas, tanto pelo mérito intrínseco das obras acervadas, quanto por sua associação direta com a principal instância de formação e consagração artística do estado, sendo neste sentido um importante documento de sua atividade, contando com obras dos principais artistas que passaram pelo Instituto como professores ou alunos. A coleção oferece em seu conjunto um rico painel da evolução das tendências estéticas no estado, além de incorporar também peças de outros criadores brasileiros de relevo.
Parte substancial da coleção é a Coleção Didática, com cerca de 600 obras produzidas por alunos do Instituto durante as aulas práticas, tais como exercícios de perspectiva, cadernos de apontamentos, esboços variados, ornamentos em gesso, desenhos de modelo vivo e cópias de estátuas e bustos clássicos, apresentados aos alunos como modelos para domínio da figura humana, um método típico do ensino acadêmico tradicional. Para Paulo Gomes, "na sua quase totalidade, o conjunto caracteriza-se como um grupo excêntrico, de difícil classificação e de complexo enquadramento na estrutura museal da Pinacoteca. A análise desse conjunto constatou que se tratam de peças de definitivo perfil didático e decidiu-se, então, constituir uma 'coleção dentro da coleção', destinada a registrar os percursos do ensino das artes plásticas, seus métodos e suas práticas no âmbito do Instituto de Artes".
Tem cerca de três mil trabalhos catalogados, entre desenhos, gravuras, pinturas, esculturas e fotografias, de artistas como Pedro Weingärtner, Oscar Boeira, Libindo Ferrás, Aldo Locatelli, Luís Maristany de Trias, Christina Balbão, Ado Malagoli, Fernando Corona, Francis Pelichek, Benito Castañeda, João Fahrion, José Lutzenberger, Geraldo Trindade Leal, Alice Soares, Angelo Guido, Rose Lutzenberger, Carlos Petrucci e muitos outros.

## Distinções
Em 2021 a Pinacoteca recebeu o Prêmio Açorianos na categoria Destaque Ações de Difusão e Inovação. Em 2024 recebeu o Prêmio Associação Brasileira de Críticos de Arte na categoria Destaque Regional, reconhecendo suas contribuições à cultura nacional.